# Campeonato Profesional 1973
Il Campeonato Profesional 1973 fu la 26ª edizione della massima serie del campionato colombiano di calcio, e fu vinta dall'Atlético Nacional.

## Avvenimenti
Il campionato riprende la formula dell'anno precedente. Il Cúcuta non partecipa al torneo Finalización.

## Partecipanti
- América de Cali
- Atlético Bucaramanga
- Atlético Junior
- Atlético Nacional
- Cristal Caldas
- Cúcuta Deportivo
- Deportes Quindío
- Deportes Tolima
- Deportivo Cali
- Deportivo Pereira
- Independiente Medellín
- Millonarios
- Santa Fe
- Unión Magdalena

## Torneo Apertura
|  | Pos. | Squadra                | Pt | G  | V  | N  | P  | GF | GS | DR  |
|  | ---- | ---------------------- | -- | -- | -- | -- | -- | -- | -- | --- |
|  | 1.   | Millonarios            | 39 | 26 | 16 | 7  | 3  | 48 | 20 | +28 |
|  | 2.   | Deportivo Cali         | 36 | 26 | 13 | 10 | 3  | 41 | 22 | +19 |
|  | 3.   | Atlético Nacional      | 31 | 26 | 11 | 9  | 6  | 35 | 30 | +5  |
|  | 4.   | Cúcuta Deportivo       | 29 | 26 | 11 | 7  | 8  | 43 | 28 | +15 |
|  | 5.   | Unión Magdalena        | 29 | 26 | 11 | 7  | 8  | 28 | 25 | +3  |
|  | 6.   | Independiente Medellín | 28 | 26 | 10 | 8  | 8  | 34 | 26 | +8  |
|  | 7.   | Deportes Quindío       | 24 | 26 | 8  | 8  | 10 | 21 | 26 | -5  |
|  | 8.   | Atlético Bucaramanga   | 24 | 26 | 9  | 6  | 11 | 31 | 38 | -7  |
|  | 9.   | Deportivo Pereira      | 23 | 26 | 7  | 9  | 10 | 37 | 38 | -1  |
|  | 10.  | Atlético Junior        | 23 | 26 | 7  | 9  | 10 | 25 | 31 | -6  |
|  | 11.  | Cristal Caldas         | 23 | 26 | 6  | 11 | 9  | 24 | 34 | -10 |
|  | 12.  | Santa Fe               | 22 | 26 | 7  | 8  | 11 | 26 | 35 | -9  |
|  | 13.  | América de Cali        | 17 | 26 | 5  | 7  | 14 | 29 | 47 | -18 |
|  | 14.  | Deportes Tolima        | 16 | 26 | 3  | 10 | 13 | 22 | 44 | -22 |

Legenda:
         Qualificato al girone finale.
Note:
Due punti a vittoria, uno a pareggio, zero a sconfitta.

## Torneo Finalización
|  | Pos. | Squadra                | Pt | G  | V  | N  | P  | GF | GS | DR  |
|  | ---- | ---------------------- | -- | -- | -- | -- | -- | -- | -- | --- |
|  | 1.   | Atlético Nacional      | 34 | 24 | 15 | 4  | 5  | 41 | 23 | +18 |
|  | 2.   | Millonarios            | 33 | 24 | 14 | 5  | 5  | 36 | 21 | +15 |
|  | 3.   | Independiente Medellín | 31 | 24 | 12 | 7  | 5  | 28 | 19 | +9  |
|  | 4.   | Deportivo Cali         | 28 | 24 | 9  | 10 | 5  | 28 | 19 | +9  |
|  | 5.   | Deportes Tolima        | 25 | 24 | 8  | 9  | 7  | 30 | 29 | +1  |
|  | 6.   | Atlético Junior        | 24 | 24 | 9  | 6  | 9  | 33 | 36 | -3  |
|  | 7.   | Santa Fe               | 23 | 24 | 9  | 5  | 10 | 35 | 32 | +3  |
|  | 8.   | América de Cali        | 22 | 24 | 9  | 4  | 11 | 38 | 29 | +9  |
|  | 9.   | Deportivo Pereira      | 21 | 24 | 7  | 7  | 10 | 27 | 34 | -7  |
|  | 10.  | Deportes Quindío       | 21 | 24 | 7  | 7  | 10 | 20 | 32 | -12 |
|  | 11.  | Cristal Caldas         | 19 | 24 | 6  | 7  | 11 | 27 | 32 | -5  |
|  | 12.  | Atlético Bucaramanga   | 18 | 24 | 7  | 4  | 13 | 26 | 38 | -12 |
|  | 13.  | Unión Magdalena        | 13 | 24 | 4  | 5  | 15 | 20 | 45 | -25 |

Legenda:
         Qualificato al girone finale.
Note:
Due punti a vittoria, uno a pareggio, zero a sconfitta.

## Girone finale
|                     | Pos. | Squadra           | Pt | G | V | N | P | GF | GS | DR |
| ------------------- | ---- | ----------------- | -- | - | - | - | - | -- | -- | -- |
| Colombia (bandiera) | 1.   | Atlético Nacional | 6  | 4 | 3 | 0 | 1 | 5  | 4  | +1 |
|                     | 2.   | Millonarios       | 3  | 4 | 1 | 1 | 2 | 3  | 3  | 0  |
|                     | 3.   | Deportivo Cali    | 3  | 4 | 1 | 1 | 2 | 2  | 3  | -1 |

Legenda:

         Campione di Colombia 1973 e qualificato alla Coppa Libertadores 1974
         Qualificato alla Coppa Libertadores 1974
Note:
Due punti a vittoria, uno a pareggio, zero a sconfitta.

### Spareggio per il 2º posto

#### Andata
| Arbitro: | Barreto |

|                        |           |                    |
| Brand 68’ Paniagua 87’ | Marcatori | 73’ (aut.) Villano |

#### Ritorno
| Arbitro: | Comesaña |

|              |           |              |
| Cardacci 39’ | Marcatori | 64’ Paniagua |

## Statistiche

### Classifica marcatori
| Gol |  |  | Giocatore            | Squadra                          |
| --- |  |  | -------------------- | -------------------------------- |
| 36  |  |  | Nélson Silva Pacheco | Cúcuta Deportivo Atlético Junior |
| 31  |  |  | Apolinar Paniagua    | Millonarios                      |
| 29  |  |  | Hugo Lóndero         | Atlético Nacional                |
| 25  |  |  | Armando Torres       | América de Cali                  |
| 21  |  |  | Pipico               | Atlético Bucaramanga             |
| 18  |  |  | Jorge Ramón Cáceres  | América de Cali                  |
| 15  |  |  | Celino Mora          | Millonarios                      |
| 14  |  |  | Juan Carlos Sarnari  | Atlético Junior                  |
| 14  |  |  | Gustavo Santa        | Millonarios                      |
| 13  |  |  | Abel Da Graca        | Deportivo Cali                   |